# Francisco de Arruda Furtado
Francisco de Arruda Furtado (Ponta Delgada, 17 de Setembro de 1854 — Fajã de Baixo, 21 de Junho de 1887), foi um naturalista português.
Furtado dedicou os seus estudos à malacologia e à antropologia.
Sendo contemporâneo de Charles Darwin e adepto da teoria da evolução concebida por este e descrita no livro A Origem das Espécies, trocaram diversa correspondência relativa à evolução das espécies. Após a morte de Darwin, Arruda Furtado, querendo homenagear o cientista britânico, escreveu um artigo na revista O Positivismo com o título Embryologia Também se encontra colaboração da sua autoria na revista Era Nova  (1880-1881) dirigida por Teófilo Braga.
Foi membro honorário da Sociedade de Geografia de Lisboa e da Leeds Philosophical and Literary Society.

## Obra

### Malacologia[5]
- Indagações sobre a complicação das maxilas de alguns hélices naturalizados nos Açores com respeito às das mesmas espécies observadas por Moquin-Tandon em França - In Era Nova (1880)[6]
- A propósito da distribuição dos moluscos terrestres nos Açores - In Era Nova (1881)[6]
- Pequenas contribuições para o estudo da origem das espécies malacológicas terrestres das ilhas dos Açores. Sobre alguns exemplares de Helix aspersa Müller recolhidas nas paragens elevadas e áridas da ilha de S. Miguel - In Era Nova (1881)[6]
- On Viquesnelia atlantica Morelet & Drouët - In Annals and Magazine of Natural History (1881)
- Viquesnelia atlantica, Morelet & Drouët - In Jornal de Sciencias Mathematicas, Physicas e Naturaes (1882)
- On a case of complete abortion of the reproductive organs of Vitrina - In Annals and Magazine of Natural History (1882)
- Sur la dénomination de l’Helix torrefacta Lowe, des Canaries - In Jornal de Sciencias Mathematicas, Physicas e Naturaes (1886)
- Sobre o lugar que devem ocupar nas respectivas famílias os moluscos nus - In Jornal de Sciencias Mathematicas, Physicas e Naturaes (1886)
- Catálogo geral das colecções de moluscos e conchas da secção zoológica do Museu de Lisboa - In Jornal de Sciencias Mathematicas, Physicas e Naturaes (1886)
- Coquilles terrestres et fluviatiles de l'exploration africaine de MM. Capello et Ivens (1884-1885) - In Journal de Conchyliologie (1886)
- Sur une nouvelle espèce de Céphalopode appartenant au genre Ommatostrephes - In Memórias da Academia Real das Scienceas de Lisboa (1887)
- Sur le Bulimus exaratus, Müller - In Journal de Conchyliologie (1888)

### Antropologia[7]
- Materiais para o estudo antropológico dos povos açorianos. Observações sobre o povo micaelense - In edição do autor (1884)
- Notas psicológicas e etnológicas sobre o povo português. I. Nomes vulgares de peixes - In Jornal de Sciencias Mathematicas, Physicas e Naturaes (1886)

### Monografias[8]
- O homem e o macaco. (Uma questão puramente local) - In edição do autor (1881)
- Embriologia. Uma ideia popular do que ela vale na teoria de Darwin e do que é a filosofia de nossos avós perante ela - In Positivismo (1882)
- O macho e a fêmea no reino animal - In Biblioteca do Povo e das Escolas (1886)

### Revistas científicas[9]
- Observações prévias - In Jornal do Commercio (1886)
- Classificação das ciências, como deve ser considerada a geografia - In Jornal do Commercio (1886)
- Biografias científicas. Chevreul - In Jornal do Commercio (1886)
- Evolução dos seres vivos. O olho e as recentes descobertas sobre os órgãos visuais dos moluscos - In Jornal do Commercio (1886)
- Antropologia. Os cingaleses e os do Jardim de Aclimação de Paris - In Jornal do Commercio (1886)
- Demografia. A infecundidade Nacional - In Jornal do Commercio (1886)
- As idades pré-históricas as Espanha e de Portugal - In Jornal do Commercio (1886)
- Instrução superior. A instrução superior da mulher - In Jornal do Commercio (1886)
- Psicologia. O desenvolvimento dos sentidos na criança - In Jornal do Commercio (1886)
- Ensino das ciências. O ensino prático da Zoologia - In Jornal do Commercio (1886)
- História das ciências. O elemento francês na ciência alemã - In Jornal do Commercio (1886)
- Fisiologia. Os jejuns experimentais - In Jornal do Commercio (1886)
- História da zoologia. Exploradores zoológicos portugueses, Alexandre Rodrigues Ferreira - In Jornal do Commercio (1886)
- Fisiologia. As mutilações espontâneas ou a autotomia - In Jornal do Commercio (1886)
- Biografias científicas. Paulo Bert - In Jornal do Commercio (1886)
- Zoologia. Os cefalópodes e uma espécie julgada nova das costas de Portugal - In Jornal do Commercio (1886)
- Higiene. Os esgotos e o aproveitamento das suas águas - In Jornal do Commercio (1886)
- Higiene. Os cemitérios, a sua vizinhança, o seu ar, a sua água - In Jornal do Commercio (1886)
- Etnografia. A missão científica de M. Maurel no Camboja - In Jornal do Commercio (1886)
- Geologia. Sobre os terrenos sedimentares das províncias de África e considerações sobre a geologia deste continente [por Paul Choffat] - In Jornal do Commercio (1886)
- Fisiologia. A propósito da evolução do sentido das cores - In Jornal do Commercio (1887)
- Trabalhos da Sociedade Helvética das Ciências Naturais. Zoologia e Fisiologia - In Jornal do Commercio (1887)
- Física aplicada. Os progressos da fotografia - In Jornal do Commercio (1887)
- Medicina. Profilaxia da febre amarela - In Jornal do Commercio (1887)
- Biologia. Os meios de defesa das plantas e dos animais - In Jornal do Commercio (1887)
- Colonização. As colónias alemãs na África - In Jornal do Commercio (1887)
- Fisiologia. Os sentidos antes do nascimento - In Jornal do Commercio (1887)
- Piscicultura e pescas. História da comissão de pescarias dos Estados Unidos - In Jornal do Commercio (1887)
- A água potável - In Jornal do Commercio (1887)
- Biologia. Hereditariedade - In Jornal do Commercio (1887)